# Eddie Condon

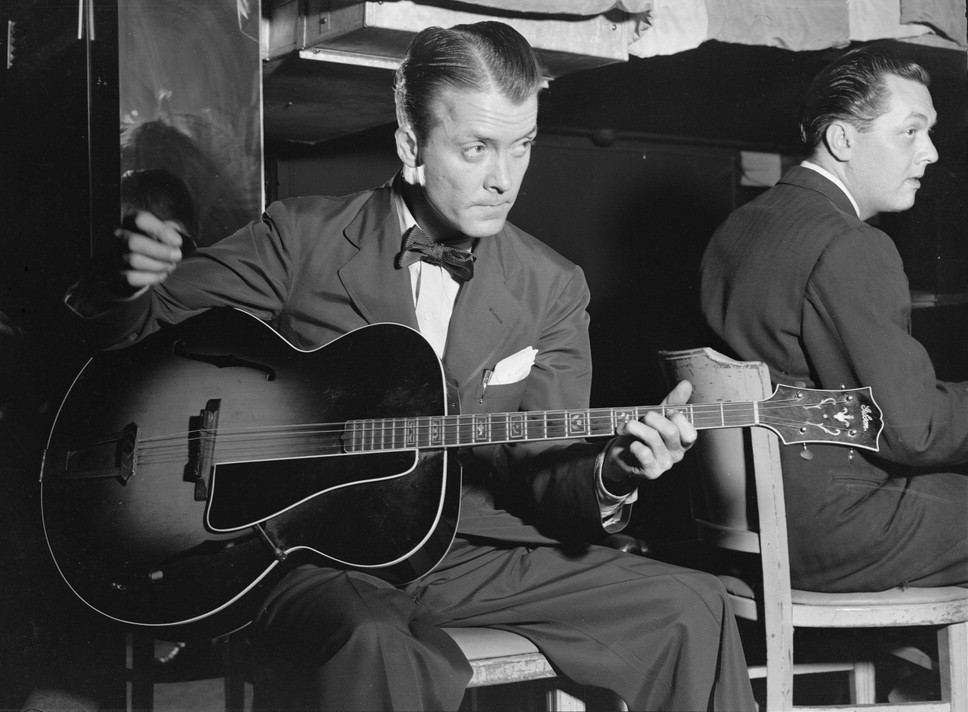
Eddie Condon mit Tenorgitarre im Club Eddie Condon's, New York, ca. Oktober 1946. Foto: William P. Gottlieb

Albert Edwin Condon, genannt Eddie Condon, (* 16. November 1905 in Goodland, Indiana; † 4. August 1973 New York, N.Y.) war ein amerikanischer Jazzgitarrist, der dem traditionellen Jazz (insbesondere dem Chicago Jazz) zugerechnet wird.

## Leben und Werk
Eddie Condon begann seine musikalische Karriere als Ukulele-Spieler, wechselte dann aber zu Banjo und Gitarre. Nachdem er in seinem Geburtsort mit verschiedenen Gruppen musizierte, zog Condon nach Chicago und wurde dort zu einem der wichtigen Jazz-Musiker der 1920er Jahre. 1922 spielte er Banjo in der Hollis Peavey Band und danach (als Banjospieler und Organisator) mit vielen wichtigen Chicago-Musikern wie zum Beispiel Bix Beiderbecke und den Gruppen der Mitglieder der Austin High School Gang. 1927 leitete er mit diesen zusammen mit Red McKenzie die berühmten Aufnahmen der McKenzie/Condon Chicagoans, die den Chicago-Stil bekannt machten. 1928 wechselte er nach New York und zur gleichen Zeit vom Banjo zur Gitarre. Er spielte in Red Nichols’ Five Pennies und Red McKenzie’s Mound City Blue Blowers und nahm 1929 mit Louis Armstrong and his Savoy Ballroom Five auf. In der Depression bildete er die Windy City Seven mit Pee Wee Russell und nahm mit Artie Shaw, Bobby Hackett und mit All Star Groups unter eigenem Namen auf.

Eddie Condon – Strut Miss Lizzie

Im Jahre 1938 wurde er als Bandleader einer der Hauptkünstler beim neu gegründeten Label Commodore Records. Am 17. Januar 1938 spielte er dort mit Commodore #500 die allererste Platte der New Yorker Plattenfirma ein (Love Is Just Around the Corner / Ja-Da). Mit der Zeit wurde er berühmt und spielte bis 1942 jede Nacht im Jazz Club Nick’s in Manhattan. Er spielte mit Jazzgrößen wie Armstrong, Mezz Mezzrow und Fats Waller. 1944/45 organisierte er wöchentlich Konzerte in der Town Hall, die über Radio ausgestrahlt wurden. 1948 hatte er sogar eine eigene Jazzsendung im Fernsehen; 1962 trat er in Goodyear Jazz Concert auf. Zwischen 1945 und 1967 war er Inhaber des New Yorker Jazzclubs „Eddie Condon’s“ (er bestand an der Adresse 47 West 3rd Street bis 1985), der ganz dem Chicago-Stil gewidmet war und zu einem Treffpunkt von Intellektuellen wurde. In den 1950er Jahren nahm er für Columbia auf und hatte in Newport 1954 und 1956 großen Erfolg. 1957 und 1964 war er auf Welttournee (nach Großbritannien, Australien und Japan). Bis 1971 trat er noch mit Musikern wie Billy Butterfield, Kai Winding, Johnny Hodges, Wild Bill Davison und Barney Bigard auf. Beim Gitarrespiel beschränkte er sich auf die Begleitung in der Rhythmusgruppe.
Condon war zeitlebens ein starker Whiskytrinker. Auch eine Notoperation 1936 (Entfernung der Bauchspeicheldrüse) stoppte das nicht, führte aber zu seiner Verschonung vom Militärdienst.
Unter dem Titel „We Called It Music“ veröffentlichte Condon 1947 und 1973 seine Autobiografie.

## Diskografische Hinweise
- Seine Aufnahmen von 1938 bis 1950 sind auf den Alben der Firma Classics dokumentiert.
- Chicago Jazz (Decca, 1940)
- The Town Hall Concerts Vol. 1-11 (Jazzology, 1944/45)
- Jam Session Coast to Coast / Jammin’ At Condon’s (Collectrables, 1953/54)
- Bixieland / Treasury of Jazz (Collectables, 1955/56)
- Midnight In Moscow / The Roaring Twenties (Collectables, 1958/62)
- Confidentially, It’s Condon (Gala Records GLP 342, 1958)

## Schriften
- The Eddie Condon Scrapbook of Jazz, St. Martin’s Press, 1973 (Fortsetzung seiner Autobiographie)
- Wir nannten’s Musik, Nymphenburger 1960, 1988, überarbeitete Neuauflage 2016[1] (englisch We Called It Music: A Generation of Jazz New York: H. Holt, 1947) (Autobiographie)
- Eddie Condon, Richard Gehman (Hrsg.) Eddie Condons Treasury of Jazz 1975